# Herschel (kráter na Marsu)

Pohled na kráter Herschel

Kráter Herschel na Marsu je rozsáhlý impaktní kráter o průměru 305 kilometrů. Pro svou rozlehlost je také nazýván impaktní pánev Herschel.
Nachází se na jižní polokouli Marsu na souřadnicích 14,5°J, 230°Z. Pojmenován byl v roce 1973 po britském astronomovi německého původu Williamu Herschelovi. Později americká planetární sonda Mars Global Surveyor objevila, že dno kráteru je pokryto tmavými dunami. Podle snímků z pozdější sondy jménem Mars Reconnaissance Orbiter ukázaly, že tyto duny nejsou stabilní, jak se předtím soudilo, ale pohyblivé. Duny se pohnuly o 0,8 m za období 3,7 pozemských let.